# Ctenobrycon hauxwellianus
Ctenobrycon hauxwellianus is een straalvinnige vissensoort uit de familie van de karperzalmen (Characidae). De wetenschappelijke naam van de soort is voor het eerst geldig gepubliceerd in 1870 door Cope.

## Karyologie
De vis heeft 2n=50 chromosomen van de types M, SM en ST, en valt daarmee in één groep met Hyphessobrycon reticulatus en Hollandichthys multifasciatus.